# HMS Aurora (F10)
La HMS Aurora (F10) fue una fragata de la clase Leander de la Marina Real que sirvió entre 1964 y 1987.

## Construcción y características
La fragata HMS Aurora fue puesta en quilla el 1 de junio de 1961 en el astillero John Brown & Company, Clydebank. Botado el 28 de noviembre de 1962, fue asignado a la Marina Real el 9 de abril de 1964.
La Aurora, formando parte del grupo Ikara —también denominado Batch 1— de la clase Leander, tenía un desplazamiento a plena carga de 2 860 toneladas, mientras que con carga estándar desplazaba 2 450 t. Tenía una eslora de 109,7 metros, una manga de 12,5 m y un calado de 4,5 m.

## Historial de servicio
El buque fue retirado el 30 de abril de 1987.